# Kustyn (Białoruś)
Kustyn (biał. Кустын; ros. Кустын) – wieś na Białorusi, w obwodzie brzeskim, w rejonie brzeskim, w sielsowiecie Łyszczyce. 
Dawniej wieś, folwark i majątek ziemski. W dwudziestoleciu międzywojennym leżał w Polsce, w województwie poleskim, w powiecie brzeskim, do 18 kwietnia 1928 w gminie Łyszczyce, następnie w gminie Motykały. Po II wojnie światowej w granicach Związku Sowieckiego. Od 1991 w niepodległej Białorusi.